# Carlo Odescalchi
Carlo Odescalchi SJ (* 5. März 1785 in Rom; † 17. August 1841 in Modena) war ein italienischer Kardinal und Kardinalvikar aus der Familie Odescalchi.

## Leben
Odescalchi, der u. a. mit dem früheren Papst Innozenz XI. verwandt war, floh mit seiner Familie aufgrund der französischen Besatzung nach Ungarn. Ab 1798 studierte er im dortigen Römischen Seminar. 1809, als er wieder in Rom war, konnte er den Doktortitel in Zivil- und Kirchenrecht erwerben. Am 31. Dezember 1808 hatte er bereits die Priesterweihe erhalten.
Papst Pius VII. ernannte ihn 1809 zu seinem Hausprälaten, 1815 sandte er ihn als Legaten nach Olomouc. Vier Jahre später brachte Odescalchi dem neuernannten Kardinal Rudolf Johannes Joseph Rainer von Habsburg-Lothringen das rote Birett.
Am 10. März 1823 nahm Pius VII. den 38-jährigen Odescalchi selbst ins Kardinalskollegium auf, ihm wurde die Titelkirche Santi XII Apostoli zugewiesen. Zwei Monate später spendete ihm Kardinaldekan Giulio Maria della Somaglia die Bischofsweihe, Mitkonsekratoren waren Giuseppe Della Porta Rodiani, Patriarch von Konstantinopel, und Lorenzo Girolamo Matte, Patriarch von Antiochien. Damit war Odescalchi offiziell Erzbischof von Ferrara. Er nahm am Konklave 1823 teil. Für den neuen Papst Leo XII. organisierte Kardinal Odescalchi die Vorbereitungen zum Heiligen Jahr 1825. Im Februar 1828 wurde er Präfekt der Kongregation für die Bischöfe und Regularen. Danach nahm er an den Konklaven von 1829 und 1830–1831 teil.
Papst Gregor XVI. nahm ihn 1833 in die Reihe der Kardinalbischöfe auf und wies ihm das suburbikarische Bistum Sabina zu. Ein Jahr später, am 21. November 1834, ernannte er ihn zum Kardinalvikar. 1837 unterstützte er in dieser Funktion die römische Bevölkerung bei der Eindämmung der Choleraepidemie. Im Februar 1838 wurde er Großprior des Malteserordens. Nur neun Monate später gab Odescalchi alle Ämter und Würden zurück und trat 1840 in den Jesuitenorden ein. Schließlich übte der ehemalige Kardinal missionarische Tätigkeiten in Norditalien aus. Dort starb er 1841 mit nur 56 Jahren. Unter Papst Pius XI. wurde im März 1927 der Seligsprechungsprozess für Carlo Odescalchi eröffnet.

## Sonstiges
- Carlo Odescalchi war es, der dem späteren Papst Leo XIII. 1837 die Priesterweihe spendete.
- Er war ein Neffe des Kardinals Giacomo Giustiniani.